# Eucteanus hardwickei
Eucteanus hardwickei es una especie de coleóptero de la familia Endomychidae.

## Distribución geográfica
Habita en Nepal.